# Bucla podului Manhattan
Bucla podului Manhattan este un tablou realizat în 1928 de artistul american Edward Hopper. Este expus în Addison Gallery of American Art a Academiei Phillips din Andover, Massachusetts, care a primit tabloul drept cadou de la colecționarul de artă Stephen Carlton Clark în 1932.
Când Galeria Addison a prezentat o expoziție specială despre pictură în 1939, Hopper a oferit o declarație și desene pentru aceasta. Istoricul de artă Avis Berman a identificat această pictură ca un exemplu semnificativ al modului în care picturile lui Hopper au afectat modul în care oamenii văd New York. Criticul Jackie Wullschlager a descris-o ca pe o „capodoperă sumbră”, „un peisaj industrial cu un hoinar singuratic ce își îninde umbra lungă peste un trotuar gol”.